# リアル (F1)
リアル（Rial）は、1978年に創業したドイツのホイールメーカーであり、1988年から1989年にかけてF1に参戦していた。本拠地はドイツラインラント＝プファルツ州ライン＝プファルツ郡フースゲンハイム。F1チーム創立者は1977年から1984年までATSチームのオーナーだったギュンター・シュミット。

## 歴史
ATS時代もマシンデザインを手がけた元フェラーリのグスタフ・ブルナーが加入し、再びマシン設計を担当。このため1988年のリアルのマシン・ARC1はフェラーリの前年型F187（ブルナーが設計）に形状が似た部分を持っていた。このためARC1は「青いフェラーリ」とも呼ばれた。

### 1988年
エンジンはフォード・コスワース製DFZを搭載した。F1初年度はアンドレア・デ・チェザリスの1台体制。
初年度でスポンサーも少なかったが、デ・チェザリスが時折光る走りを見せ、デトロイトGPでは4位入賞を果たす。
また第5戦カナダGPと第16戦オーストラリアGPでも、結果リタイア（完走扱い）に終わるが、一時入賞圏内まで浮上する速さを見せた。
このシーズンは入賞1回、完走5回（内2回は完走扱い）だけだったが、コンストラクターズランキングでは9位を記録した。デザイナーのブルナーはシーズン途中にザクスピードへの移籍が明らかになり、ギュンター・シュミットがザクスピードによる不当な引き抜きだとしてマスコミに不快感を表明した。

### 1989年
2台体制に拡充し、移籍したデ・チェザリスに代わって2年ぶりのF1復帰となるクリスチャン・ダナーと、ルーキーのフォルカー・ヴァイドラーのドイツ人コンビとなった。前年に獲得した3ポイントによりこの年より導入された予備予選からは1台は免除されたが、2カーエントリへの拡充によりもう1台は予備予選への参加義務が課され、ヴァイドラーが予備予選の担当となった。
同年のマシンARC2は、ブルナーの去ったあとをシュテファン・フォーバーとボブ・ベルが設計を手がけた前年型の進化版で、エンジンはフォード・コスワース製DFRを搭載した。ヴァイドラーの証言では、「ARC2はドイツの小さなグライダー製作会社が製作を担当した。でもカーボンファイバーを使って高い剛性がいるものを作った経験が無かった彼らが作ったシャシーはF3シャシーのように剛性が低くグニャグニャだった。でもチームは前年のシャシーを使うことも許してくれなかった。」と述べている。
酷暑となったフェニックス市街地での第5戦アメリカGPでは、完走扱いが7台のみのサバイバルとなる中、ダナーが生き残り4位に入賞、貴重な3ポイントを獲得してシーズン後半戦よりチーム2台とも予備予選免除となったのが同年のハイライトとなった。この1戦以外は低調で、ヴァイドラーは予備予選を1度もクリアできず第10戦を最後にチームを放出され、第12戦からフランス人のピエール＝アンリ・ラファネルに代わったが、ラファネルも参戦した5レースすべて予選落ちとなった。ダナーも第13戦限りでチームを離脱し、第14戦をグレガー・フォイテク、その後をベルトラン・ガショーが引き継いだが二人とも予選を通過できなかった。結局この年予選を通過したのは前半に予備予選を免除されていたダナーによる4回だけだった。
最終戦終了後の11月、ギュンター・シュミットが「1990年用の新しいマシンを作る力が現在の我々には無い。今年のように戦闘力を待たないマシンで引き続き参戦しても意味がないので、来季は活動停止を決断した。」と述べ、「1991年には復帰したい。ドイツにはフォーミュラでの優秀なエンジニアがいないので、レースエンジニアの人材が多いイギリスに新しいベースファクトリーを作って、ニューマシンを作ろうと思う。そのために、51%の株式を取得してくれるエレクトロニクス関連会社と交渉をしている。」として、リアルはこの1989シーズンで活動を停止した。しかし、この時構想が述べられていたイギリス移転と復帰参戦は実現することは無かった。

## エピソード
- 1989年に、服飾デザイナーのコシノジュンコがスポンサーとなりマシンのフロント翼端板に「Mr.JUNKO」のロゴが入った。前年の暮れ近くに元々リアルが好きな知人から応援を勧められたことがきっかけで、チームにはスポンサー料の代わりにコシノがデサインした「Mr.JUNKO」ブランドのポロシャツ、ジャケットなど、チームのユニフォーム夏冬一式、それにパーティー用のウェアまでも提供していた。コシノが初めて現地観戦した第5戦アメリカGPではダナーが4位入賞を果たした[6]。

## F1における全成績
(key) （太字はポールポジション）
| 年     | シャシー     | エンジン           | タイヤ | ドライバー                   | 1    | 2    | 3    | 4    | 5    | 6    | 7    | 8    | 9   | 10  | 11  | 12  | 13  | 14  | 15  | 16  | ポイント | 順位 |
| ------ | ------------ | ------------------ | ------ | ---------------------------- | ---- | ---- | ---- | ---- | ---- | ---- | ---- | ---- | --- | --- | --- | --- | --- | --- | --- | --- | -------- | ---- |
| 1988年 | リアル・ARC1 | コスワース・DFZ V8 | G      |                              | BRA  | SMR  | MON  | MEX  | CAN  | DET  | FRA  | GBR  | GER | HUN | BEL | ITA | POR | ESP | JPN | AUS | 3        | 9位  |
| 1988年 | リアル・ARC1 | コスワース・DFZ V8 | G      | アンドレア・デ・チェザリス   | Ret  | Ret  | Ret  | Ret  | 9    | 4    | 10   | Ret  | 13  | Ret | Ret | Ret | Ret | Ret | Ret | 8   | 3        | 9位  |
| 1989年 | リアル・ARC2 | コスワース・DFR V8 | G      |                              | BRA  | SMR  | MON  | MEX  | USA  | CAN  | FRA  | GBR  | GER | HUN | BEL | ITA | POR | ESP | JPN | AUS | 3        | 13位 |
| 1989年 | リアル・ARC2 | コスワース・DFR V8 | G      | クリスチャン・ダナー         | 14   | DNQ  | DNQ  | 12   | 4    | 8    | DNQ  | DNQ  | DNQ | DNQ | DNQ | DNQ | DNQ |     |     |     | 3        | 13位 |
| 1989年 | リアル・ARC2 | コスワース・DFR V8 | G      | フォルカー・ヴァイドラー     | DNPQ | DNPQ | DNPQ | DNPQ | DNPQ | DNPQ | DNPQ | DNPQ | EX  | DNQ |     |     |     |     |     |     | 3        | 13位 |
| 1989年 | リアル・ARC2 | コスワース・DFR V8 | G      | ピエール＝アンリ・ラファネル |      |      |      |      |      |      |      |      |     |     | DNQ | DNQ | DNQ | DNQ | DNQ | DNQ | 3        | 13位 |
| 1989年 | リアル・ARC2 | コスワース・DFR V8 | G      | グレガー・フォイテク         |      |      |      |      |      |      |      |      |     |     |     |     |     | DNQ |     |     | 3        | 13位 |
| 1989年 | リアル・ARC2 | コスワース・DFR V8 | G      | ベルトラン・ガショー         |      |      |      |      |      |      |      |      |     |     |     |     |     |     | DNQ | DNQ | 3        | 13位 |